# Eric Kripke
Eric Kripke (Toledo, 24 de abril de 1974) é um roteirista, diretor e produtor de televisão americano, mais conhecido por ter criado a série de televisão Supernatural, da The CW e a série The Boys, da Sony Pictures Television e Amazon Studios. Ele também criou uma série para a NBC intitulada Revolution, atuando como produtor executivo ao lado de J.J. Abrams, e mais recentemente criou a série Timeless, também da NBC.

## Carreira
Graduou-se em 1992 na Escola Superior de Sylvania Southview. Kripke costumava criar filmes caseiros com amigos para mostrar a outros alunos. Suas influências artísticas incluíam John Bellairs. Após graduar-se na Universidade da Califórnia em 1996 como um membro do capítulo Gamma de Eta de Alfa do Pi Kappa, Kripke escreveu dois filmes de 1997: Battle of the Sexes e Truly Committed. Mais tarde, criou a série da televisão Tarzan, do canal The WB, que foi cancelada após oito episodios.
Kripke co-escreveu o roteiro do filme Boogeyman, que foi lançado no início de 2005. O filme é sobre Tim, interpretado por Barry Watson, que está sofrendo a perda de sua mãe; ele vai para casa para enfrentar a criatura sobrenatural que ele acredita que matou seu pai e também é a razão para a morte de sua mãe.
Em 2005, Kripke criou a série de televisão Supernatural, que conta a história dos irmãos caçadores Sam e Dean Winchester na batalha pessoal contra demônios e outros fenômenos sobrenaturais. Jared Padalecki e Jensen Ackles estrelam a série. Atualmente, Kripke atua como consultor executivo da série, depois de ter sido o showrunner da série durante as cinco primeiras temporadas. A primeira temporada foi ao ar no The WB, e após fusão da WB com UPN em setembro de 2006, Supernatural continuou a ser exibido na nova rede, The CW.
Depois que Kripke deixou o cargo de showrunner de Supernatural após a quinta temporada da série, ele começou a desenvolver outros projetos. Um desses projetos, Revolution, foi escolhido pela NBC para a temporada 2012-2013. A série é centrada em um grupo de personagens lutando para sobreviver e se reunir com seus entes queridos em um mundo pós-apocalíptico onde tudo eletrônica misteriosamente parou de funcionar, e centra-se em torno de sua batalha para resolver o apagão. É estrelada por Billy Burke, Tracy Spiridakos, David Lyons, Giancarlo Esposito, Elizabeth Mitchell, Graham Rogers e Anna Lise Phillips. Revolution foi cancelada pela NBC após duas temporadas.
Em agosto de 2015, foi anunciado que Kripke juntamente com escritor companheiro, Shawn Ryan, estavam desenvolvendo para NBC a série Timeless. Descrita como "Back to the Future encontra Missão Impossível", Timeless é sobre um trio improvável viajando através do tempo para combater criminosos desconhecidos, a fim de proteger a história como a conhecemos.